# Антипов, Борис Фёдорович
Борис Фёдорович Антипов (1 декабря 1930, Москва, РСФСР — 13 июля 2016) — советский и российский инженер-металлург, изобретатель, главный инженер Выксунского металлургического завода, лауреат Государственной премии СССР, заслуженный металлург Российской Федерации.

## Биография
После окончания МИСИС (1953) работал на Выксунском металлургическом заводе: мастер проката в мелкосортном цехе, начальник цеха, начальник центральной заводской лаборатории. 
С 1964 года — главный инженер завода, с 2001 года — первый заместитель генерального директора, с 2005 года — консультант. Выступил одним из инициаторов строительства антикоррозионного участка покрытия труб в ТЭСЦ №4.

## Нагары и звания
- орден Трудового Красного Знамени (1964),
- орден Дружбы (2010),
- юбилейная медаль «За доблестный труд» (1970),
- медаль «Ветеран труда» (2002).

- Премия Совета Министров СССР (1980) — за пуск и освоение комплекса колесопрокатного производства,
- Государственная премия СССР (1982) — за освоение технологии выпуска электросварных труб во втором трубоэлектросварочном цехе.

- бронзовые медали ВДНХ (1968, 1978),
- серебряная медаль ВДНХ (1979),
- почётный знак «Изобретатель СССР»,

Почётный металлург, заслуженный металлург России.